# Морро-Бей (Каліфорнія)
Морро-Бей (англ. Morro Bay) — місто (англ. city) в США, в окрузі Сан-Луїс-Обіспо штату Каліфорнія. Населення — 10 757 осіб (2020).

## Географія
Морро-Бей розташоване за координатами 35°22′3″ пн. ш. 120°52′3″ зх. д. / 35.36750° пн. ш. 120.86750° зх. д. (35.367490, -120.867637).  За даними Бюро перепису населення США в 2010 році місто мало площу 26,73 км², з яких 13,73 км² — суходіл та 13,00 км² — водойми.

### Клімат
| Клімат : Морро-Бей      | Клімат : Морро-Бей | Клімат : Морро-Бей | Клімат : Морро-Бей | Клімат : Морро-Бей | Клімат : Морро-Бей | Клімат : Морро-Бей | Клімат : Морро-Бей | Клімат : Морро-Бей | Клімат : Морро-Бей | Клімат : Морро-Бей | Клімат : Морро-Бей | Клімат : Морро-Бей | Клімат : Морро-Бей |
| Показник                | Січ.               | Лют.               | Бер.               | Квіт.              | Трав.              | Черв.              | Лип.               | Серп.              | Вер.               | Жовт.              | Лист.              | Груд.              | Рік                |
| Абсолютний максимум, °C | 31,7               | 30,6               | 33,3               | 37,8               | 36,7               | 30,0               | 33,3               | 34,4               | 38,3               | 41,1               | 33,3               | 27,2               | 41,1               |
| Середній максимум, °C   | 18,3               | 18,7               | 19,1               | 19,3               | 18,7               | 19,4               | 20,1               | 20,6               | 21,4               | 21,9               | 20,7               | 18,2               | 19,7               |
| Середня температура, °C | 12,7               | 13,3               | 13,8               | 14,0               | 14,4               | 15,4               | 16,4               | 16,8               | 16,9               | 16,6               | 14,9               | 12,6               | 14,8               |
| Середній мінімум, °C    | 7,0                | 7,9                | 8,5                | 8,7                | 10,1               | 11,4               | 12,8               | 13,1               | 12,6               | 11,2               | 9,2                | 6,9                | 9,9                |
| Абсолютний мінімум, °C  | −5                 | −5,6               | −2,2               | −0,6               | 0,6                | 3,9                | 4,4                | 4,4                | 5,0                | 2,2                | −0,6               | −5,6               | −5,6               |
| Норма опадів, мм        | 91                 | 96                 | 84                 | 28                 | 11                 | 2                  | 0                  | 1                  | 6                  | 21                 | 36                 | 69                 | 444                |
| Днів з опадами          | 7,8                | 9,2                | 7,8                | 4,9                | 1,7                | 0,6                | 0,4                | 0,5                | 1,5                | 3,0                | 5,0                | 7,1                | 49,5               |
| ----------------------- | ------------------ | ------------------ | ------------------ | ------------------ | ------------------ | ------------------ | ------------------ | ------------------ | ------------------ | ------------------ | ------------------ | ------------------ | ------------------ |
| Джерело: NOAA           |                    |                    |                    |                    |                    |                    |                    |                    |                    |                    |                    |                    |                    |

## Демографія
Згідно з переписом 2010 року, у місті мешкали 10 234 особи в 4844 домогосподарствах у складі 2594 родин. Густота населення становила 383 особи/км².  Було 6320 помешкань (236/км²).
Расовий склад населення:
| - 87,1 % — білих - 2,5 % — азіатів - 0,9 % — корінних американців - 0,4 % — чорних або афроамериканців - 0,1 % — вихідців з тихоокеанських островів - 6,0 % — осіб інших рас |

До двох чи більше рас належало 3,0 %. Частка іспаномовних становила 14,9 % від усіх жителів.
За віковим діапазоном населення розподілялося таким чином: 15,0 % — особи молодші 18 років, 61,3 % — особи у віці 18—64 років, 23,7 % — особи у віці 65 років та старші. Медіана віку мешканця становила 48,9 року. На 100 осіб жіночої статі у місті припадало 95,8 чоловіків;  на 100 жінок у віці від 18 років та старших — 93,6 чоловіків також старших 18 років.
Середній дохід на одне домашнє господарство  становив 67 103 долари США (медіана — 51 338), а середній дохід на одну сім'ю — 79 712 долари (медіана — 67 869). Медіана доходів становила 50 208 доларів для чоловіків та 46 667 доларів для жінок. За межею бідності перебувало 12,9 % осіб, у тому числі 17,0 % дітей у віці до 18 років та 3,5 % осіб у віці 65 років та старших.
Цивільне працевлаштоване населення становило 4989 осіб. Основні галузі зайнятості: освіта, охорона здоров'я та соціальна допомога — 27,2 %, мистецтво, розваги та відпочинок — 16,2 %, науковці, спеціалісти, менеджери — 11,7 %, роздрібна торгівля — 11,2 %.